# Бубишта
Педру Лейтан Бриту (порт. Pedro Leitão Brito; родился 6 января 1970 года, Боа-Вишта, Португальское Кабо-Верде), более известный как Бубишта (порт. Bubista) — бывший кабо-вердинский футболист, в настоящее время — главный тренер сборной Кабо-Верде.

## Клубная карьера
В 1995 году Бубишта перешёл в клуб испанской Сегунды «Бадахос», за который он сыграл два матча в лиге. В 1997 году Бубишта перешёл в ангольский клуб «Атлетику Авиасан», за который выступал шесть лет. В 2002 году вместе с клубом выиграл чемпионат Анголы, после этого был в составе «Эшторил-Прая» и в 2003 году вернулся в Кабо-Верде, присоединившись к клубу «Фалкойнш ду Норти».

## Карьера в сборной
В 1991 году Бубишта дебютировал за сборную Кабо-Верде. Впоследствии Бубишта стал капитаном своей сборной и за свою карьеру провёл 28 матчей.

## Тренерская карьера
После завершения игровой карьеры Бубишта тренировал кабо-вердинские клубы «Минделенси», «Академика ду Минделу», «Спортинг Прая» и «Батуке», а также был помощником главного тренера сборной Кабо-Верде и «Прогресо ду Самбизанга». В январе 2020 года он был назначен главным тренером сборной Кабо-Верде.

## Достижения
- Чемпион Анголы: 2002